# AOC Breeze
Las AOC Breeze es una gama de tabletas con sistema operativo Android fabricadas por AOC International. A fecha de enero de 2012 han aparecido tres modelos:
- AOC Breeze MW0811: tiene una pantalla de 8 pulgadas en formato 4:3 y funciona con el sistema operativo Android 2.1. Fue presentado en enero de 2011 en la feria de electrónica CES. Tiene un precio de 200 dólares. Pesa 500 gramos. Consta de múltiples puertos como USB 2.0 Full , Mini USB , Micro SD. No dispone de Adobe Flash ya que la versión es Android 2.1.
- AOC Breeze MW0812: mismo formato con el doble de memoria (512 MiB de memoria RAM), Bluetooth, Android 2.3 y un procesador más potente
- AOC Breeze MW0821-GC: 8 pulgadas en formato panorámico, 1280 x 768 de resolución, HDMI, Android 2.3 y un procesador más potente

## Características MW0811
- CPU: Rockchip
- Pantalla táctil: resistiva de alta sensibilidad; TFT de 8 pulgadas con una resolución de 800 × 600.
- Memoria RAM: 256 MiB incorporada en la placa madre.
- Memoria flash: 4  GiB de almacenamiento NAND Flash.
- Almacenamiento : ranura MicroSD con soporte de SDHC, hasta 32 GiB.
- Fuente de alimentación externa.
- Batería de iones de litio de 4500 mAh, DC 3,7 V.
- Sensor 3G (acelerómetro)
- Redes
  - Wi-Fi: 802.11b/g 54 Mbit/s
- Entrada/Salida:
  - 1 puerto mini USB 2.0 con capacidad USB On-The-Go.
  - 1 minijack 3,5 mm de auriculares (line out).
  - 1 toma de barrilete de alimentación.
  - 1 ranura MicroSD
  - Teclas Power, Home, Menu y Back.
- Reproduce juegos, música, videos, libros, etc.
- Android Market con 300 mil aplicaciones para descargar.
- Altavoz incorportado